# Orlan (traje espacial)

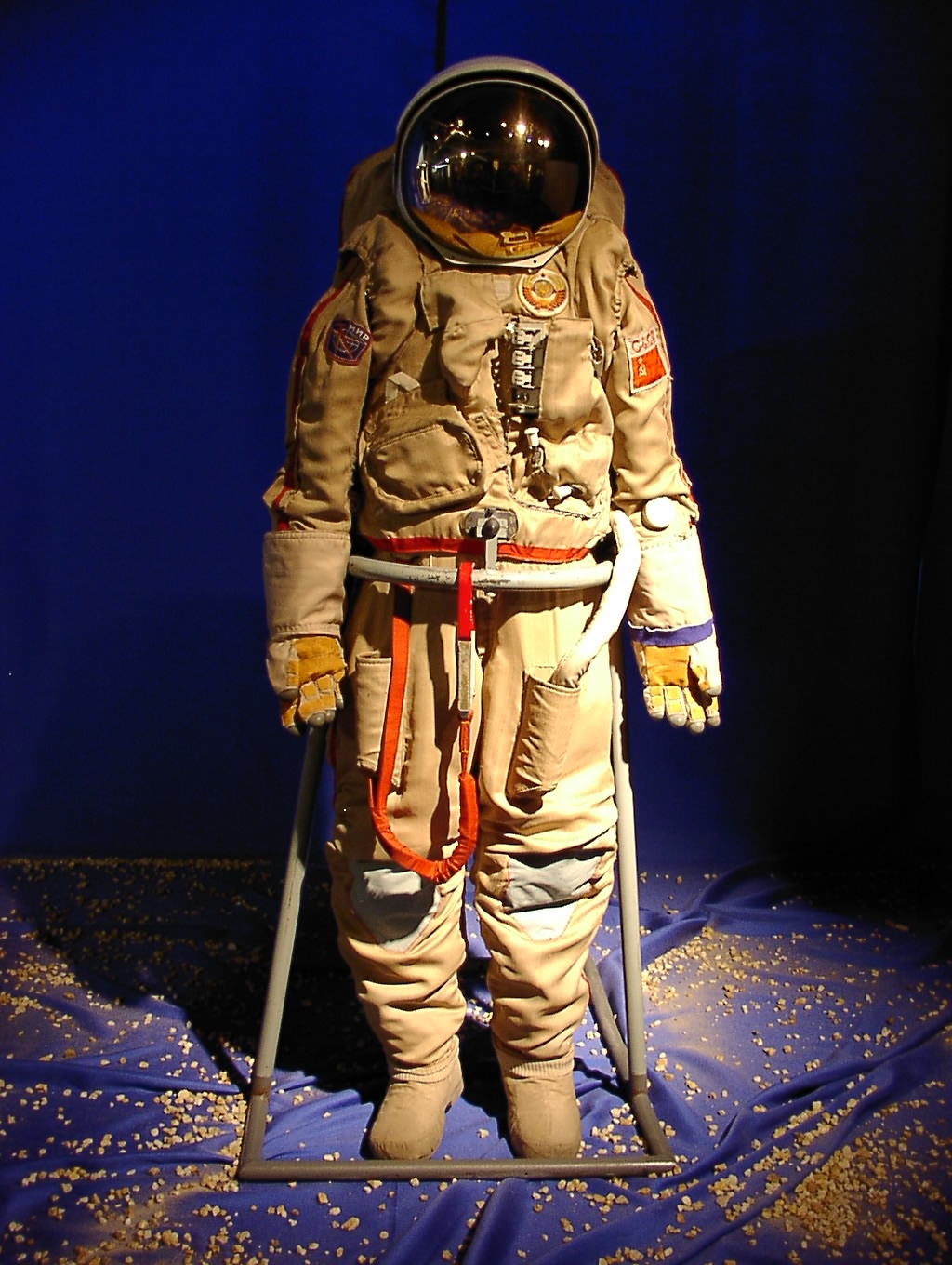
Un traje Orlan.

Orlan es el nombre de un modelo de traje espacial soviético (ahora ruso) utilizado para actividades extravehiculares en las estaciones Salyut, MIR y en la Estación Espacial Internacional. Fue diseñado por la empresa NPP Zvezdá y deriva del traje Krechet, diseñado para ser usado en la superficie lunar.
Está formado por unas extremidades flexibles unidas a un cuerpo central rígido de una pieza, con casco incluido. El traje se abre por su parte posterior para que el astronauta pueda introducirse en él. En la portilla de entrada lleva una mochila con el equipo de soporte vital.
Ha habido varias versiones de los trajes Orlan. La versión Orlan-D tenía una autonomía de sólo tres horas y fue estrenado en la misión Salyut 6. La versión Orlan-DM aumentaron el periodo de autonomía a nueve horas.
La presión del interior del traje es de 0,4 atmósferas, requiriendo un periodo de prerrespiración de 30 minutos. Obtiene la energía eléctrica de un cordón entre el traje y la estación y el control de los sistemas se realiza a través de un panel en el pectoral.